# Ray Lewis (futbolista)
Ray Anthony Lewis (ur. 15 maja 1975 w Bartow) – amerykański zawodnik futbolu amerykańskiego, występujący na pozycji linebackera. W latach 1996–2013 zawodnik Baltimore Ravens, grającego w lidze NFL.
Występował w barwach drużyny futbolowej uniwersytetu Miami. Po trzecim roku studiów zdecydował się na wzięcie udziału w drafcie NFL 1996, w którym został wybrany z numerem dwudziestym szóstym przez Baltimore Ravens, gdzie występował przez całą karierę, przez 17 kolejnych sezonów.
Lewis w trakcie swojej kariery w NFL otrzymał wiele nagród potwierdzających jego umiejętności. M. in. trzynaście razy wystąpił w meczu Pro Bowl, a także dwukrotnie został wybrany najlepszym zawodnikiem formacji defensywnej w lidze NFL. Jego największym osiągnięciem jest zwycięstwo w Super Bowl w sezonie 2000. Został on wtedy wybrany MVP tego spotkania. Zwyciężył również w Super Bowl XLVII, w swoim pożegnalnym sezonie. Jest uważany za jednego z najlepszych zawodników na swojej pozycji.
Jest ojcem sześciorga dzieci. Jeden z jego synów również będzie występował w drużynie futbolowej Miami.